# زبان دیلمی
دیلمی یک زبان منقرض شده از زبان‌های ایرانی از زبان‌های کاسپین دسته زبان‌های شمال غربی بوده‌است. ناتل خانلری، دیلمی را در بین زبان‌های ایرانی که در بین قرون ۹ تا ۱۳ میلادی رایج بوده است فهرست می‌کند. ولادیمیر مینورسکی این زبان را از بین رفته، و گویش گالشی  را از بقایای آن می‌داند. در متون اسلامی مختلفی نظیر گزارش‌های ابواسحاق صابی، مقدسی، اصطخری به این زبان اشاره شده است.

## نظرات در مورد زبان دیلمیان
دانشنامه ایرانیکا در مورد زبان دیلمی‌ها می‌نویسد: در دورهٔ اسلامی دیلمی‌ها به زبانی صحبت می‌کردند که از گویش‌های ایرانی شمال غربی بوده است. این گویش بسیار شبیه زبانی بوده که گیل‌ها تکلم می‌کردند. افسانه‌ای از آن زمان وجود دارد که در آن گیلانی‌ها و دیلمی‌ها فرزندان دو برادر بنام‌های گیل و دیلم دانسته می‌شدند. استخری همچنین به قبیله‌ای در ارتفاعات دیلمان اشاره می‌کند که به زبانی غیر از زبان گیلانی‌ها و دیلمی‌ها صحبت می‌کردند. مقدسی به بعضی ویژگی‌های زبان گیلیان آن زمان مانند تلفظ «ح» به صورت «خ» اشاره می‌کند. از دیگر شاخصه‌ها افزودن «ی» بین الف و حرف ساکن بوده است؛ به‌طورمثال «لاهیجان»، «لاهیجیان» تلفظ می‌شده است که به‌احتمال زیاد مشخصات زبان دیلمیان هم بوده است. ابواسحاق صابی نیز در گزارشی که در مورد علویان تبرستان و گیلان دارد گزارش مشابهی می‌دهد. اصطخری دربارهٔ این ناحیه می‌نویسد: «زبانشان یکتاست و غیر از فارسی و عربی است مقدسی نیز می‌گوید: «زبان ناحیه دیلم متفاوت و دشوار است.».
مقدسی در سده چهارم می‌نویسد: زبان مردم گرگان و قومس باهم قرابت دارد و مردم آنجا «ه» را زیاد به کار می‌برند و می‌گویند «هاکن» و «هاده» و زبان مردم طبرستان بدان نزدیک است مگر آنکه در آن عجله و شتابناکی هست. زبان مردم دیلم پیچیده و برعکس است و گیلانیان «خ» را زیاد استعمال کنند. نوشته مقدسی نشان می‌دهد وی میان گویش گیلکی و دیلمی تفاوت می‌گذاشته است.
حسین کریمیان، زبان دیلمی‌های قدیم را زبان مازندرانی دانسته و نفوذ تاتی در گویش‌های کوهپایه‌های مرکزی جنوب البرز را متأثر از راه‌یابی دیلمی‌ها در سده‌های آغازین بعد از اسلام و وارد کردن زبان خودشان به این مناطق می‌داند.
زبان‌ها، گویش‌ها یا لهجه‌هایی که امروزه در کناره دریای مازندران به کار می‌روند علاوه بر دو گونه اصلی به نام‌های مازندرانی و گیلکی، انواع زیر را شامل می‌شوند: تالشی، تاتی، کردی، طالقانی، افتری، زابلی، بلوچی، گوداری، کتولی، افغانی، لری، ترکی، ترکمنی، عربی، فارسی، روسی، قزاقی، گالشی (دیلمی) .

## ادبیات

### ترجمهٔ قرآن به دیلمی

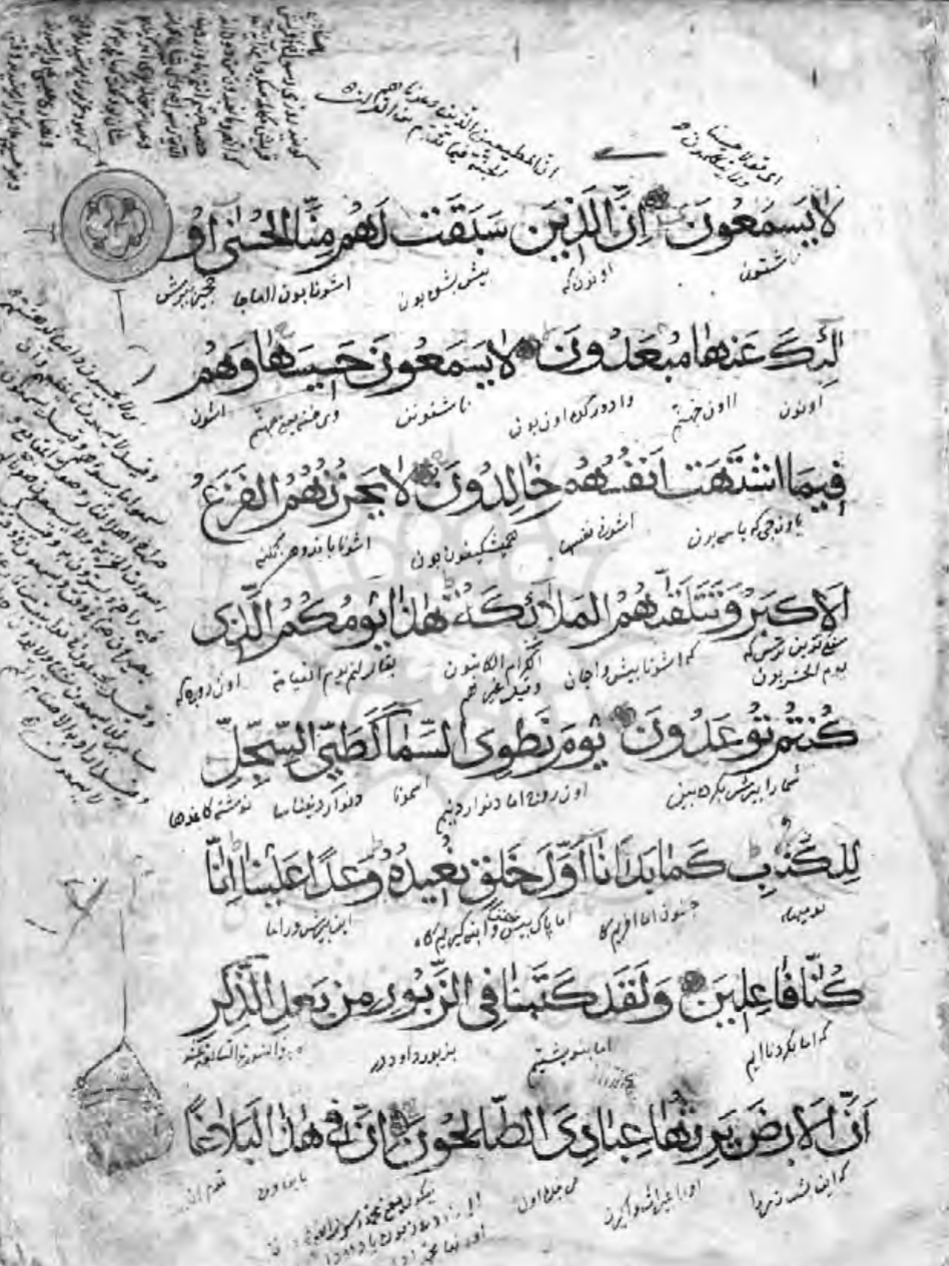
نخستین صفحهٔ ترجمهٔ دیلمی قرآن

یک نسخه دست‌نویس، از ترجمهٔ قرآن به دیلمی در سازمان کتاب‌خانه‌ها، موزه‌ها و مرکز اسناد آستان قدس رضوی نگهداری می‌شود و به ادعای همان سازمان، تاریخ نگارش این کتاب به‌احتمال زیاد سده هفتم هجری قمری بوده است. این نسخه ۲۵۰ برگ دارد که در هر طرف برگ‌های آن، ۸ سطر متن و ۸ سطر ترجمه نوشته شده است. این کتاب، حدود نیمی از قرآن را شامل می‌شود.

## واژگان قدیم
در برهان قاطع و برخی منابع دیگر ، جسته و گریخته، به چند واژه دیلمی اشاره شده که از لحاظ سیر تحول تاریخی می‌توانند قابل توجه باشند:
"دهچه (dehcha): به کسر اول و سکون ثانی و فتح جیم فارسی، به زبان دیلم رعیت و دهقان را گویند وجه اشتقاق محتملا: ده + چه. "ده" (روستا، ده) مشتق از ایرانی باستان "دهوویه" (سرزمین، ملک) که در فارسی پهلوی به صورت "ده" و به معنای "روستا درآمده است. نکته قابل توجه پسوند "-چه" می‌باشد که همان "-یج" امروزین در گویشهای شمالی ایران است و پسوندی است برای انتساب به محل (مانند "یوشیج" - "اهل یوش"). اگرچه در تمامی نقاط شمالی ایران امروزه همان "-یج" (به استثنا تالشی "-ژ") به کار می‌رود اما ممکن است "-چی" در اصطلاح معروف "انزلیچی" (اهل انزلی) نیز از همین ریشه باشد. ریشه این پسوند از "چیت" باستانی ایران است که در زبان فارسی به صورت "-زی" درآمده است (مانند: "رازی" - اهل ری، منسوب به شهر ری).."
در مروج‌الذهب، هنگام توضیح داستان فرار مرزبان بن محمد از قلعه سمیرم، نگارنده کتاب لغتی دیلمی را نگاشته است که مرزبان، پس از قتل فرماندهٔ قلعه، یا به عبارتی دیگر، پس از پیروزی و رهایی از زندان پس از چهار سال، آن را فریاد زد. وی می‌نویسد: «مرزبان به شیوه دیلمان فریاد زد: «اشتلم»!